# Team Kuortane
Das Team Kuortane ist eine Fraueneishockeymannschaft, die 2010 auf Basis von APV Kuortane gegründet wurde und seither an der höchsten Spielklasse Finnlands, der heutigen Auroraliiga, teilnimmt.

## Geschichte
Die Frauenmannschaft von APV aus Alavus nahm ab 1998 am Spielbetrieb der drittklassigen Naisten I-divisioona teil und schaffte 2002 den Aufstieg in die zweitklassige Naisten I-divisioona. Da es in Alavus bis 2009 keine Eishalle gab, trug das Team seine Heimspiele in Kuortane aus und spielte als APV Kuortane. 2009 schaffte das Team als Nachrücker – IHK Helsinki zog sich vom Spielbetrieb zurück – den Aufstieg aus der zweiten in die erste Spielklasse, die Naisten SM-sarja.

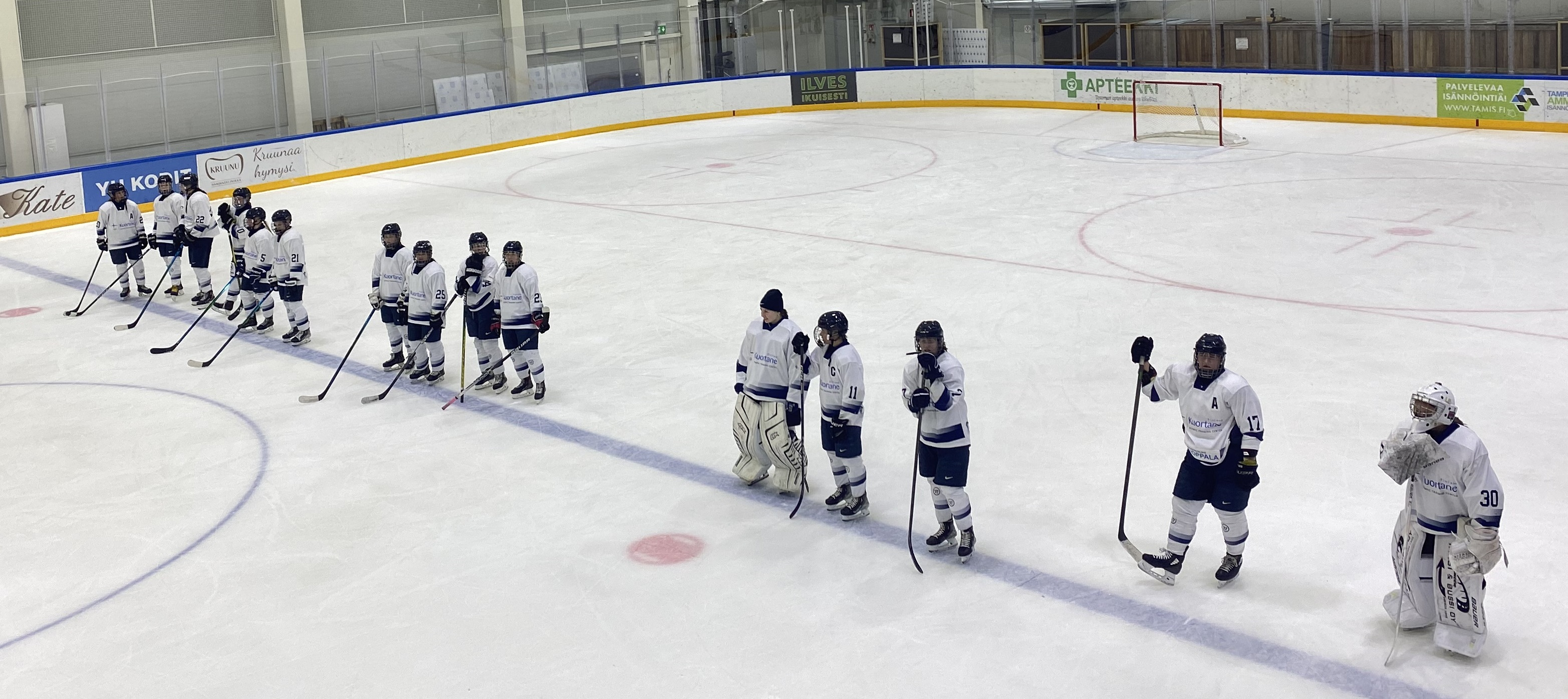
Spielerinnen des Teams in der Saison 2022/23

2010 lancierte der finnische Eishockeyverband eine Initiative, um den Frauen- und Mädchensport zu fördern. Auf Basis der Mannschaft APV Kuortane wurde das Team Kuortane gegründet, deren Spielerinnen teilweise im Kuortane Olympic Training Center leben und trainieren. Einige der Spielerinnen studieren auch an der Sporthochschule Kuortane, andere befinden sich in Ausbildung.
An den Olympischen Winterspielen 2014 nahmen drei Spielerinnen – Eveliina Suonpää, Anna Kilponen und Vilma Tanskanen – sowie Trainer Jari Risku des Teams Kuortane teil.
Zwischen 2010 und 2014 war die Kosmetikfirma Oriflame Namenssponsor der Mannschaft. Seit 2016 nimmt der APV aus Alavaus parallel am Spielbetrieb der Naisten Mestis teil.

## Saisonstatistik

### Team Kuortane
Legende zur Saisonstatistik: GP oder Sp = Spiele insgesamt; W oder S = Siege; L oder N = Niederlagen; T oder U = Unentschieden; OTS = Siege nach Verlängerung (Overtime);  OTN oder OL = Overtime-Niederlagen; SOS = Shootout-Siege; SOL oder SON = Shootout-Niederlagen; P oder Pkt = Punkte; Pct % = Siege in %; GF oder T = Tore; GA oder GT = Gegentore